# Patriotism (film fra 1918)
Patriotism er en amerikansk stumfilm fra 1918 af Raymond B. West.

## Medvirkende
- Bessie Barriscale - Robin Cameron
- Charles Gunn - John Hamilton
- Herschel Mayall - Sidney Carson
- Arthur Allardt - Hyde
- Joseph J. Dowling - Angus Cameron